# 육군후근지휘부
육군후근지휘부(중국어 정체자: 陸軍後勤指揮部, 영어: ROCA Logistics Command)는 대만 타이베이시 난강구 종사오둥로에 있는 중화민국 육군의 군수 전문 지휘부이다. 별명은 精勤部隊→정근부대.

## 역사
1955년 9월 1일, 주대만 미군 군사고문단의 미국군 병참체계와의 호환을 준칙하기 위한 국군총근제도의 폐지 권고에 따라 국방부 육군사령부의 제4서 및 각 후근업처, 그리고 연합후근사령부(줄여서 연합총부, 연근부)의 각 관련 특업서를 모아서 조직을 개편하여 육군공급사령부(육공부)를 설립하였다. 연합총부의 기술근무병과학교(技勤兵科學校)를 육군으로 이관하였다.
1966년, 육군총사령부는 후근정책 및 주계업무를 맡은 직속 부서인 후근서(後勤署)를 다시 설립하였다. 육군공급사령부에서 전문적으로 후근 업무를 집행하고 있었다.
1975년 11월 1일, 육군후근사령부로 개편되었다.
1998년 7월 1일, 육근부 운송서(運輸署)와 산하 부대가 연합후근사령부로 편입하였다.
1999년 7월 1일, 정실안(精實案)의 적용에 따라 배급서, 보수서와 같은 직속부서가 육군후근사령부로 편입하였다. 
2006년 1월 1일, 정진안(精進案)의 적용에 따라 육근부를 폐지하고 연근부로 통합하였다.
2008년 2월 1일, 정진안의 두 번째 단계를 검토하여 육군보수지휘부를 편성하였다. 江修志 장수지 소장이 취임하고 4년 뒤에 폐지할 때까지 복무하였다.
2012년 12월 24일, 국방부의 조직 조정에 따라 육군보수지휘부를 폐지하였다.
2012년 12월 28일, 국방부의 정수안(精粹案) 계획에 따라 국방부 산하 연합후근사령부를 폐지하였다. 직속 단위 부대가 육군보수지휘부로 편입되고 육군보수지휘부는 다시 육군후근지휘부로 되돌렸다.

## 부대

### 현재
- 본부중대 - 련장 1명: 소교

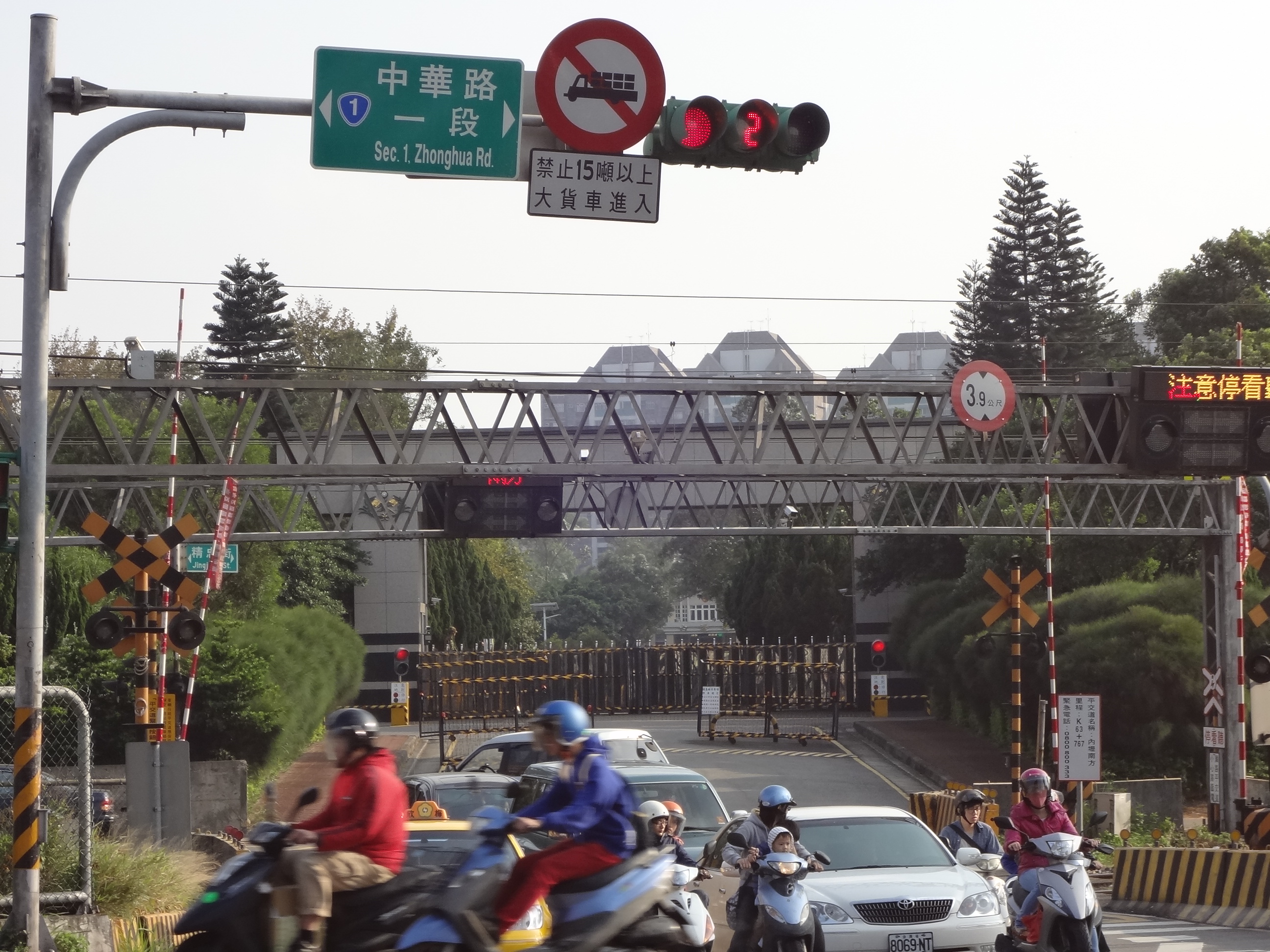
육군통신전자자재기지 근무창의 입구 (2013년 10월 26일 촬영)

- 육군병기정비발전소 (병정소) 주임 一位 소장
- 육군통신전자기재기지근무창  (통기창) 창장 1명: 상교
- 육군항공기지근무창  (항근창) 창장 1명: 소장
- 육군비탄광전기지근무창 (비근창) 창장 1명: 소장
- 육군후근훈련소 (후훈소) 지휘관 1명: 소장
- 육군휘발유차(汽車)기지근무창 (汽基창) 창장 1명: 상교
- 육군후근지휘부 부식공급센터 (부공소)  주임 1명 상교
- 각 지구후근지원지휘부[fn 1]
  - 육군 제1지구지원지휘부 (1지부) 지휘관 1명: 상교 펑후 지구
  - 육군 제2지구지원지휘부 (2지부) 지휘관 1명: 상교 동부지구
  - 육군 제3지구지원지휘부 (3지부) 지휘관 1명: 소장 북부지구
    - 운송병군 - 주대만 타오위안시 다시구

  - 육군 제4지구지원지휘부 (4지부) 지휘관 1명: 소장 남부지구
  - 육군 제5지구지원지휘부 (5지부) 지휘관 1명: 소장 중부지구
  - 육군 진먼 지구지원대대 (진지영) 대대장 1명 중교 - 神豹부대
    - 운송대대
    - 탄약대대

  - 육군 마쭈 지구지원대대 (마지영) 대대장 1명 중교
    - 운송대대
- 각 지구지원지휘부 직할
  1. 보급, 급유 (보급급유창)
  2. 보수 (종합보수창)
  3. 운송 (운송병군)
  4. 위근 (위생대대)
  5. 탄약 (탄약창)

## 계보
- 1955년 9월 1일, 陸軍供應司令部 (陸供部) 육군공급사령부 (육공부)
- 1975년 11월 1일, 陸軍後勤司令部 (陸勤部) 육군후근사령부 (육근부)
- 2008년 2월 1일, 陸軍保修指揮部 육군보수지휘부
- 2012년 12월 28일, 陸軍後勤指揮部 (陸勤部) 육군후근지휘부 (육근부)

## 같이 보기
- 국방부 군비국
- 연합후근사령부

## 참고
1. ↑  지휘권은 육군 군단 및 방위지휘부에 있음